# Acido abietico
L'acido abietico, un diterpene, è un composto organico prodotto come protettivo nella resina da alcune specie di conifere.